# Norra Titnoktjärnen
Norra Titnoktjärnen är en sjö i Jokkmokks kommun i Lappland och ingår i Luleälvens huvudavrinningsområde.